# Cezar Manfron
Antônio Cezar Manfron de Barros (* 1. Juni 1962 in Almirante Tamandaré) ist ein brasilianischer Unternehmer und Kommunalpolitiker der PSB.
Cezar Manfron war ab 1. Januar 1997 in Nachfolge von Arcenideo Felix Gulin, genannt Cide Gulin, Präfekt der Stadt Almirante Tamandaré im Bundesstaat Paraná. Zu dieser Zeit gehörte er der PSB an. Bei der Kommunalwahl 1996 für das Amt des Stadtpräfekten (Bürgermeister) erreichte er 48,7 % der Stimmen. In seine Amtszeit fiel die Errichtung des Circuito da Natureza de Turismo Rural, einem großangelegten Naturwanderwegsystems, das den Distrikt Almirante Tamandaré für den Tourismus, insbesondere aus der Metropolregion Curitiba, erschloss.
2000 wurde er durch Wiederwahl im Amt bestätigt. Es gelang ihm, durch ein Unterstützerbündnis aus 12 Parteien (PPB, PDT, PTB, PST, PSL, PSC, PL, PMN, PV, PRP, PSDB, PSB) 56,88 % der Wahlstimmen auf sich zu vereinigen. Seine Amtszeit endete am 31. Dezember 2004. Nachfolger wurde Vilson Goinski von der PMDB.
Bei den Kommunalwahlen 2012 zur Stadtkammer von Almirante Tamandaré, der Câmara Municipal, bei der er für die Partido Democrática Trabalhista (PDT) antrat, konnte er kein Mandat gewinnen. Cezar Manfron ist verheiratet und lebt in Almirante Tamandaré.